# Brad Tavares
Bradley Kaipo Sarbida Tavares raccourci en Brad Tavares, né le 21 décembre 1987 à Kailua à Hawaï, est un pratiquant professionnel américain d'arts martiaux mixtes (MMA). Il combat actuellement à l'Ultimate Fighting Championship dans la catégorie des poids moyens.

## Biographie
Le 2 juillet 2022, Brad Tavares affronte le Sud-africain Dricus du Plessis à l'occasion de l'UFC 276. Il perd ce combat sur décision unanime.

## Palmarès en arts martiaux mixtes
| 31 combats     | 21 victoires | 10 défaites |
| Par KO         | 5            | 5           |
| Par soumission | 2            | 0           |
| Sur décision   | 14           | 5           |

| Résultat | Record | Adversaire         | Méthode                       | Événement                                                | Date              | Round | Temps | Lieu                                       | Notes |
| -------- | ------ | ------------------ | ----------------------------- | -------------------------------------------------------- | ----------------- | ----- | ----- | ------------------------------------------ | ----- |
| Victoire | 21-10  | Gerald Meerschaert | Décision (unanime)            | UFC sur ESPN : Emmett contre Murphy                      | 5 avril 2025      | 3     | 5:00  | Las Vegas, Nevada, États-Unis              |       |
| Défaite  | 20-10  | Park Jun-yong      | Décision (divisée)            | Soirée de combat : Royval contre Taira                   | 12 octobre 2024   | 3     | 5:00  | Las Vegas, Nevada, États-Unis              |       |
| Défaite  | 20-9   | Gregory Rodrigues  | TKO (poings)                  | Soirée de combat : Hermansson contre Pyfer               | 10 février 2024   | 3     | 0:55  | Las Vegas, Nevada, États-Unis              |       |
| Victoire | 20-8   | Chris Weidman      | Décision (unanime)            | UFC 292                                                  | 19 août 2023      | 5     | 5:00  | Las Vegas, Nevada, États-Unis              |       |
| Défaite  | 19-8   | Bruno Silva        | TKO (genoux et poings)        | Soirée de combat UFC : Pavlovich contre Blaydes          | 22 avril 2023     | 1     | 3:35  | Las Vegas, Nevada, États-Unis              |       |
| Défaite  | 19-7   | Dricus du Plessis  | Décision unanime              | UFC 276 - Adesanya vs. Cannonier                         | 2 juillet 2022    | 3     | 5:00  | Las Vegas, Nevada, États-Unis              |       |
| Victoire | 19-6   | Omari Akhmedov     | Décision partagée             | UFC 264 - Poirier vs. McGregor 3                         | 10 juillet 2021   | 3     | 5:00  | Las Vegas, Nevada, États-Unis              |       |
| Victoire | 18-6   | Antonio Carlos Jr. | Décision unanime              | UFC 257 - Poirier vs. McGregor 2                         | 23 janvier 2021   | 3     | 5:00  | Île de Yas, Abou Dabi, Émirats arabes unis |       |
| Défaite  | 17-6   | Edmen Shahbazyan   | KO (coup de tête)             | UFC 244 - Masvidal vs. Diaz                              | 2 novembre 2019   | 1     | 2:27  | New York, New York, États-Unis             |       |
| Défaite  | 17-5   | Israel Adesanya    | Décision unanime              | UFC - The Ultimate Fighter 27 Finale                     | 6 juillet 2018    | 3     | 5:00  | Las Vegas, Nevada, États-Unis              |       |
| Victoire | 17-4   | Krzysztof Jotko    | KO technique (poings)         | UFC on Fox 29 - Poirier vs. Gaethje                      | 14 avril 2018     | 3     | 2:16  | Glendale (Arizona), Arizona, États-Unis    |       |
| Victoire | 16-4   | Thales Leites      | Décision unanime              | UFC 216 - Ferguson vs. Lee                               | 7 octobre 2017    | 3     | 5:00  | Las Vegas, Nevada, États-Unis              |       |
| Victoire | 15-4   | Elias Theodorou    | Décision unanime              | UFC - The Ultimate Fighter 25 Finale                     | 7 juillet 2017    | 3     | 5:00  | Las Vegas, Nevada, États-Unis              |       |
| Victoire | 14-4   | Caio Magalhães     | Décision partagée             | UFC 203: Miocic vs. Overeem                              | 10 septembre 2016 | 3     | 5:00  | Cleveland, Ohio, États-Unis                |       |
| Défaite  | 13-4   | Robert Whittaker   | KO (poings)                   | UFC Fight Night: Miocic vs. Hunt                         | 10 mai 2015       | 1     | 0:44  | Adélaïde, Australie                        |       |
| Victoire | 13-3   | Nate Marquardt     | Décision unanime              | UFC 182: Jones vs. Cormier                               | 3 janvier 2015    | 3     | 5:00  | Las Vegas, Nevada, États-Unis              |       |
| Défaite  | 12-3   | Tim Boetsch        | TKO (poings)                  | UFC Fight Night: Bader vs. St. Preux                     | 16 août 2014      | 2     | 3:18  | Bangor, Maine, États-Unis                  |       |
| Défaite  | 12-2   | Yoel Romero        | Décision unanime              | UFC on Fox: Werdum vs. Browne                            | 19 avril 2014     | 3     | 5:00  | Orlando, Floride, États-Unis               |       |
| Victoire | 12-1   | Lorenz Larkin      | Décision unanime              | UFC Fight Night: Rockhold vs. Philippou                  | 15 janvier 2014   | 3     | 5:00  | Duluth, Géorgie, États-Unis                |       |
| Victoire | 11-2   | Bubba McDaniel     | Décision unanime              | UFC Fight Night: Condit vs. Kampmann II                  | 28 août 2013      | 3     | 0:41  | Indianapolis, Indiana, États-Unis          |       |
| Victoire | 10-1   | Riki Fukuda        | Décision unanime              | UFC on Fuel TV: Silva vs. Stann                          | 3 mars 2013       | 3     | 5:00  | Saitama, Japon                             |       |
| Victoire | 9-1    | Tom Watson         | Décision partagée             | UFC on Fuel TV: Struve vs. Miocic                        | 29 septembre 2012 | 5     | 5:00  | Nottingham, Angleterre, Royaume-Uni        |       |
| Victoire | 8-1    | Dongi Yang         | TKO (poings)                  | UFC on Fuel TV: Korean Zombie vs. Poirier                | 15 mai 2012       | 3     | 5:00  | Fairfax, Virginie, États-Unis              |       |
| Défaite  | 7-1    | Aaron Simpson      | TKO (poings)                  | UFC 132: Cruz vs. Faber                                  | 2 juillet 2011    | 1     | 3:15  | Las Vegas, Nevada, États-Unis              |       |
| Victoire | 7-0    | Phil Baroni        | KO (genoux et poings)         | UFC 125: Resolution                                      | 1er janvier 2011  | 1     | 4:20  | Las Vegas, Nevada, États-Unis              |       |
| Victoire | 6-0    | Seth Baczynski     | Décision unanime              | The Ultimate Fighter: Team Liddell vs. Team Ortiz Finale | 19 juin 2010      | 3     | 5:00  | Las Vegas, Nevada, États-Unis              |       |
| Victoire | 5-0    | Jonathan Joao      | TKO (poings)                  | X-1: Temple of Boom 4                                    | 7 mars 2009       | 1     | N/A   | Honolulu, Hawaï, États-Unis                |       |
| Victoire | 4-0    | Joshua Ferreira    | Soumission (rear-naked choke) | X-1: Temple of Boom 1                                    | 27 septembre 2008 | 2     | 2:28  | Honolulu, Hawaï, États-Unis                |       |
| Victoire | 3-0    | Devin Kauwe        | TKO (poings)                  | Icon Sport: Hard Times                                   | 2 août 2008       | 1     | 1:52  | Honolulu, Hawaï, États-Unis                |       |
| Victoire | 2-0    | John Ferrel        | Soumission (rear-naked choke) | Niko Vitale Promotions                                   | 18 avril 2008     | 1     | N/A   | Honolulu, Hawaï, États-Unis                |       |
| Victoire | 1-0    | Thomas Sedano      | TKO (poings)                  | MMAC: Conflict: The Beginning                            | 29 juin 2007      | 1     | 0:40  | Honolulu, Hawaï, États-Unis                |       |